# ماريانا غونزاليس
ماريانا غونزاليس (بالإسبانية: Mariana González)‏ هي مبارزة بالسيف فنزويلية، ولدت في 17 سبتمبر 1979 في ماراكايبو في فنزويلا.

## وصلات خارجية
- ماريانا غونزاليس على موقع أوليمبيديا (الإنجليزية)